# Raphanus
Raphanus là chi thực vật có hoa trong họ Cải.